# De fyras klubb (lastbilar)

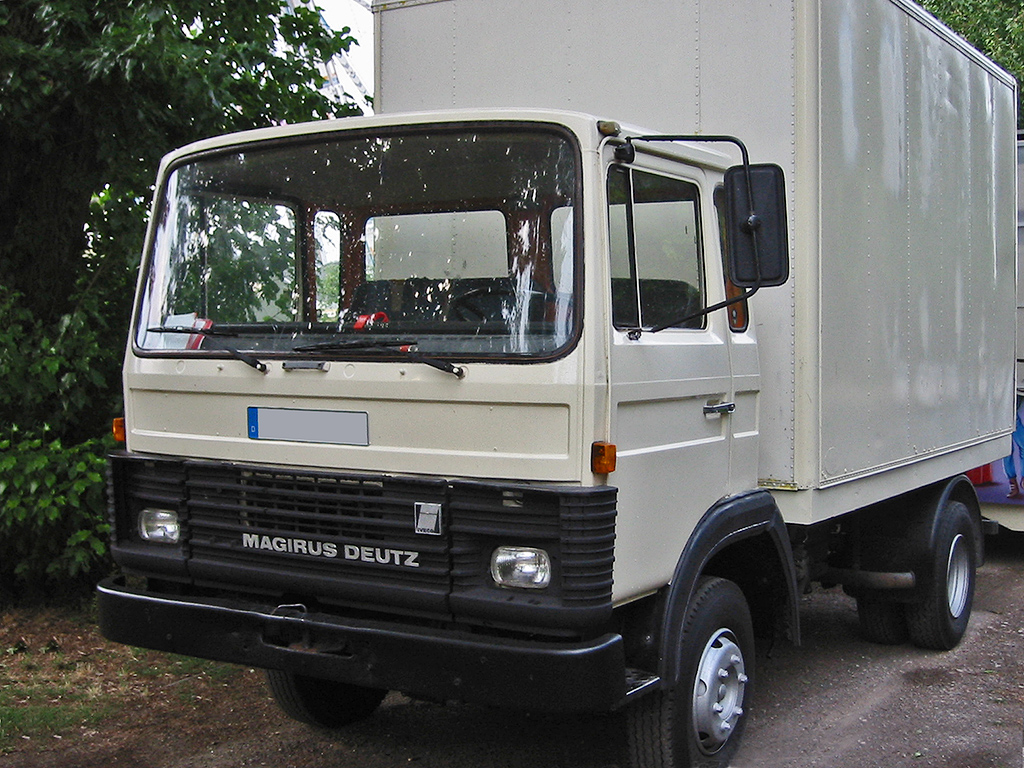
Samarbetet resulterade i en lätt lastbilsmodell, här i Magirus-Deutz version.

De fyras klubb, engelska Club of Four var ett samarbete mellan lastbilstillverkarna svenska Volvo (Volvo Lastvagnar), nederländska DAF, tyska Klöckner-Humboldt-Deutz (Magirus) och franska Saviem (Renault). Det var ett av de första stora samarbetena inom den europeiska fordonsindustrin. 
De fyra företagen gick 1971 tillsammans in i ett projekt att ta fram en lastbil i mellanklassen. Man slöt ett samarbetsavtal och skapade företaget European Truck Development Corporation med säten i Eindhoven och Noisy-le-Roi. Till en början var även MAN med i projektet men lämnade senare för ett samarbete med Volkswagen. 1975 presenterades modellen. Varje företag hade sin egen front. Saviem levererade framaxlar till samtliga tillverkare och hytterna för Volvo, DAF och Magirus-Deutz tillverkades hos Magirus-Deutz. Saviem hade stor inverkan på utformningen av hyttdesignen.

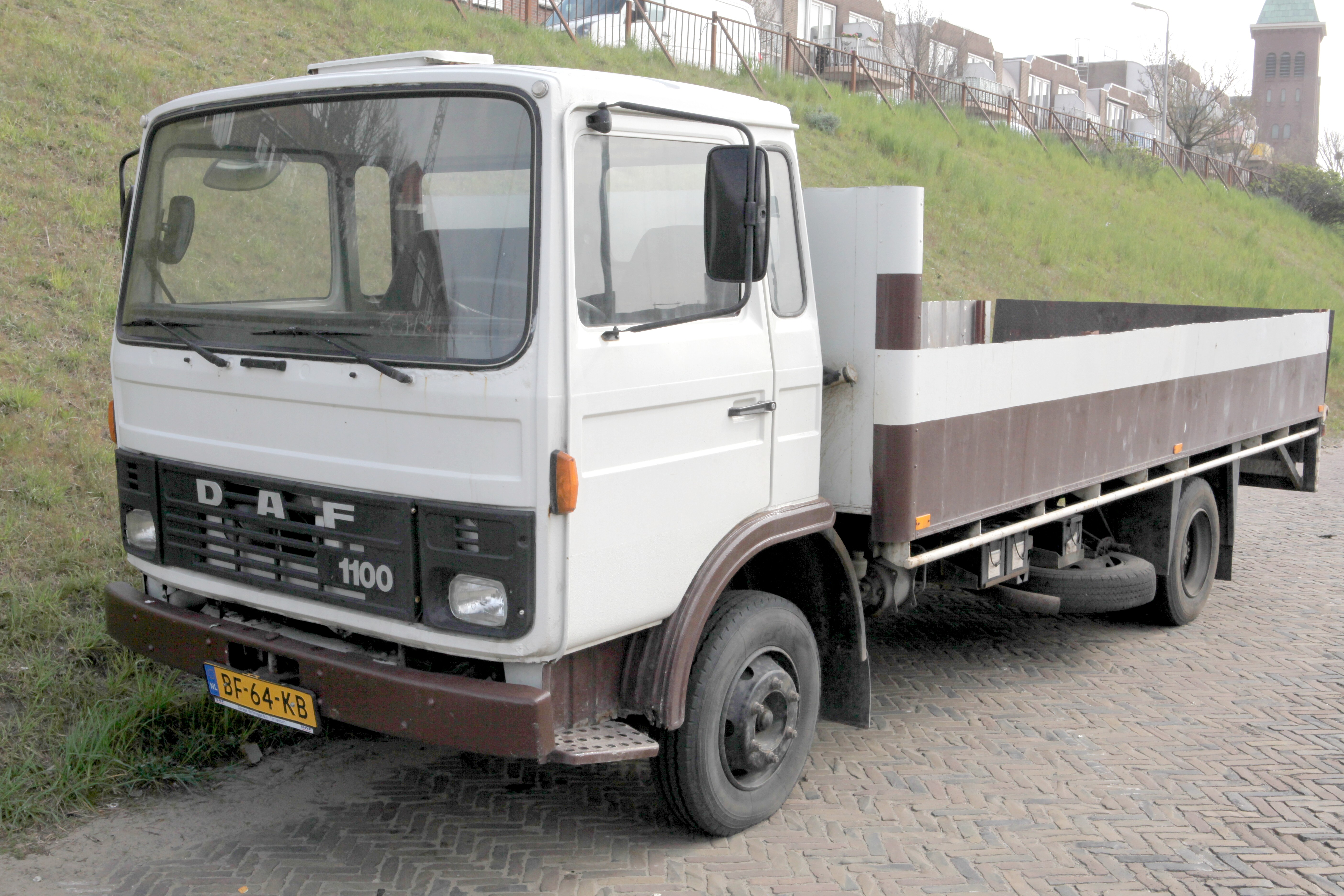
DAF 1000
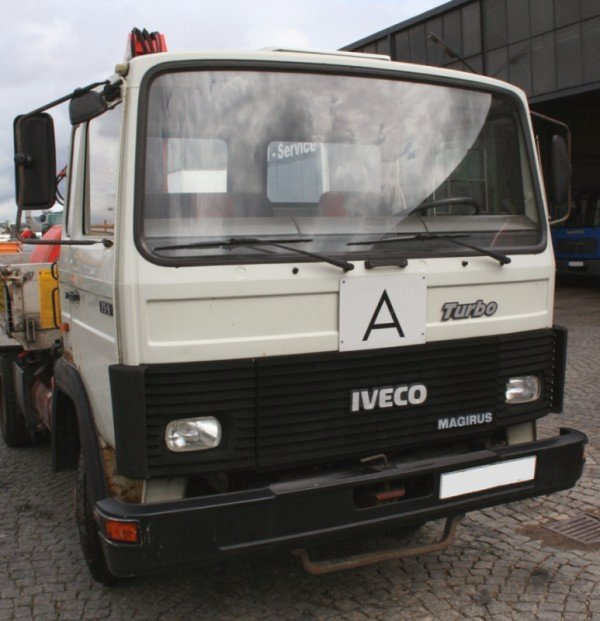
IVECO Magirus
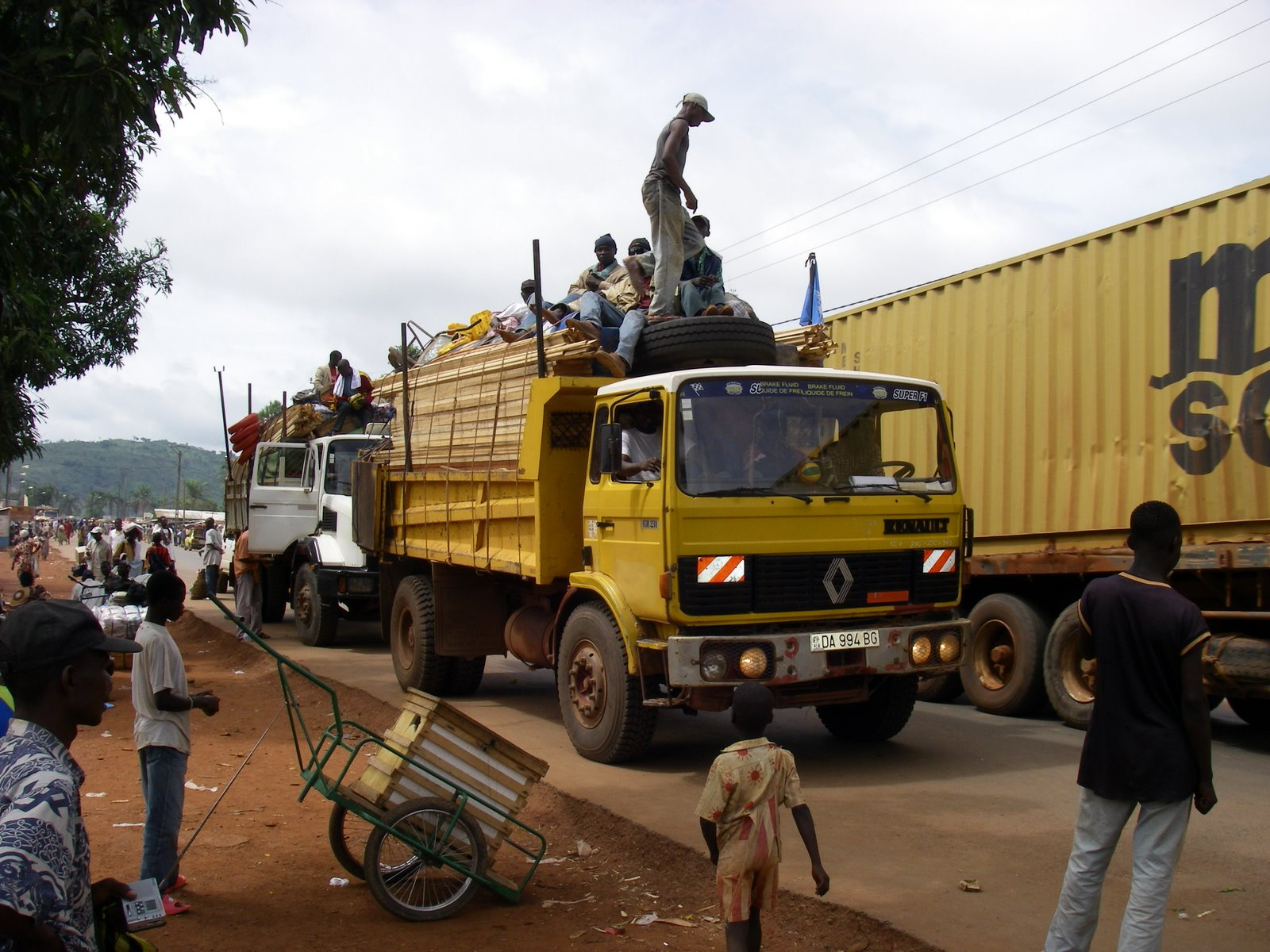
Renault
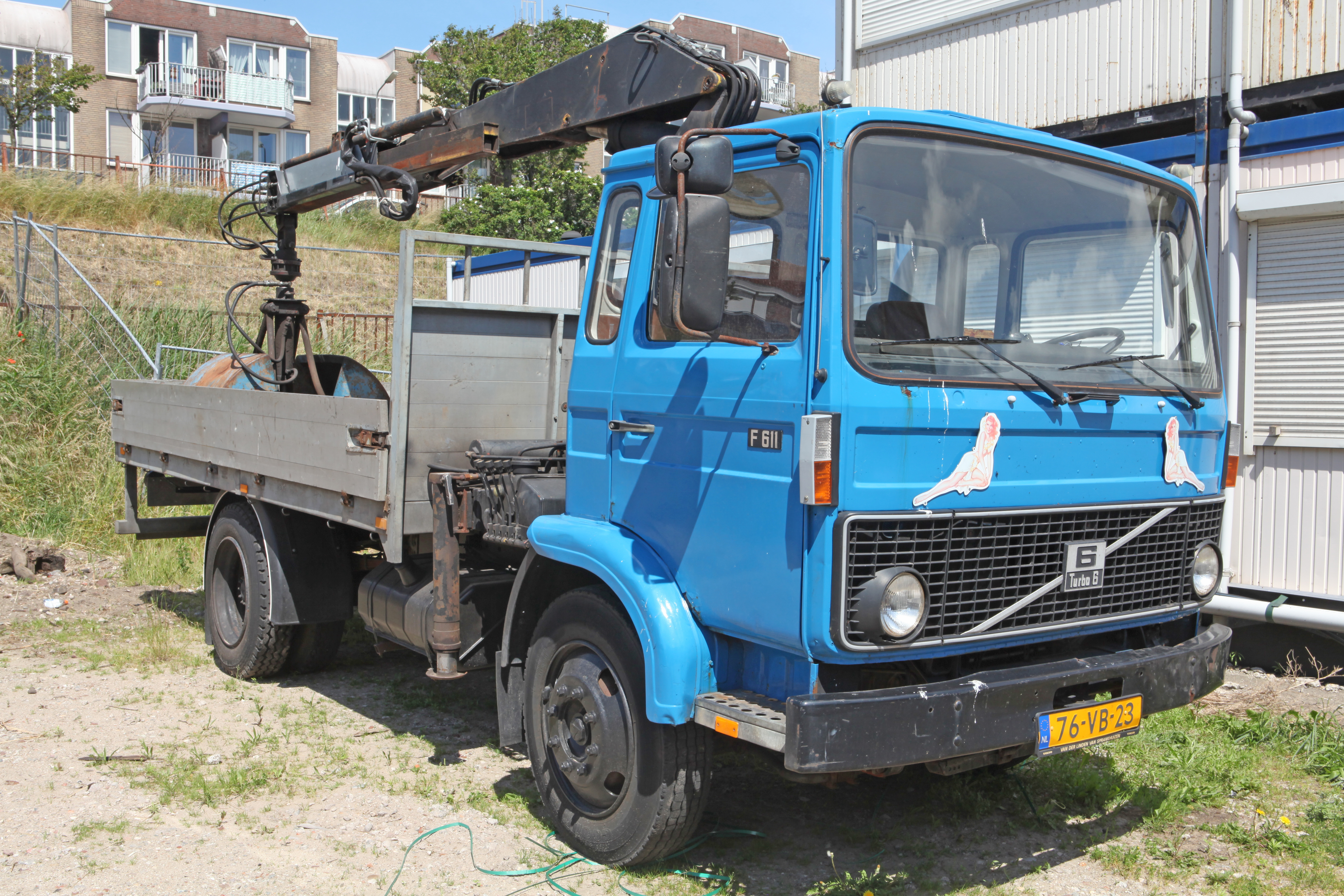
Volvo F6

## Vidareutvecklingar
DAF togs över av British Leyland 1987 och modellen försvann då från DAF:s modellprogram. Magirus-Deutz blev 1975 en del av Iveco (Fiat) och efterhand försvann man som eget märke. Ersättaren till modellen blev Iveco Eurocargo som började tillverkas 1992. Saviem försvann som märke sedan moderbolaget Renault köpt Berliet och blev istället Renault Véhicules Industriels (RVI). 1980 försvann Saviem som märke och ersattes av Renault. Modellen som Renault tillverkade var i produktion fram till 2000. Volvo kallade sin version F4 och F6. 1979 blev F7, baserad på F4/F6, vald till Truck of the year. 1985 kom en efterföljare men först 2006 kom en riktig efterföljare. På den amerikanska marknaden såldes modellen som Mid-Liner av Mack Trucks som från 1979 ingick i Renault och som idag ingår i AB Volvo.